# Grattacieli più alti dell'Algeria
Questa è una lista degli edifici più alti in Algeria in base all'altezza ufficiale.

## Elenco

### Esistenti
| Rank | Nome                                | Altezza m (ft)     | Piani | Anno | Città  | Note        |
| ---- | ----------------------------------- | ------------------ | ----- | ---- | ------ | ----------- |
| 1    | Résidence Ben Merzouga Tower        | 113 metri (371 ft) | 30    | 2018 | Orano  | [ 1 ]       |
| 2    | Bahia Center Tower A                | 111 metri (364 ft) | 31    | 2009 | Orano  | [ 2 ]       |
| =    | Bahia Center Tower D                | 111 metri (364 ft) | 31    | 2011 | Orano  |             |
| =    | Bahia Center Tower C                | 111 metri (364 ft) | 31    | 2012 | Orano  |             |
| =    | Bahia Center Tower B                | 111 metri (364 ft) | 31    | 2014 | Orano  |             |
| 6    | Holiday Inn Algiers - Cheraga Tower | 105 metri (344 ft) | 25    | 2018 | Algeri | [ 3 ] [ 4 ] |
| 7    | Cherif Towers I                     | 105 metri (344 ft) | 28    | 2019 | Orano  |             |
| 8    | Cherif Towers II                    | 90 metri (300 ft)  | 24    | 2019 | Orano  |             |

### In costruzione
| Rank | Nome                         | Altezza m (ft)     | Piani | Anno | Città  | Note        |
| ---- | ---------------------------- | ------------------ | ----- | ---- | ------ | ----------- |
| 1    | Galaxie Oran Tower           | 118 metri (387 ft) | 30    | 2019 | Orano  | [ 5 ]       |
| 4    | Odéon Tower                  | 106 metri (348 ft) | 28    | 2019 | Orano  | [ 5 ]       |
| 3    | Gulf Bank Headquarters Tower | 106 metri (348 ft) | 24    | 2019 | Algeri |             |
| 4    | Les Galets Tower 1           |                    | 30    | 2019 | Orano  | [ 6 ] [ 7 ] |
| 5    | Les Galets Tower 2           |                    | 28    | 2019 | Orano  |             |
| 6    | Les Galets Tower 3           |                    | 25    | 2019 | Orano  |             |

### In progettazione
| Rank | Nome                        | Altezza m (ft)     | Piani | Città  | Note  |
| ---- | --------------------------- | ------------------ | ----- | ------ | ----- |
| 1    | El Djazair Towers Complex 1 | 300 metri (980 ft) | 62    | Orano  |       |
| 2    | El Djazair Towers Complex 2 | 250 metri (820 ft) | 50    | Orano  |       |
| 3    | Sherazade Tower             | 200 metri (660 ft) | 47    | Orano  | [ 5 ] |
| 4    | Mhafer Center               | 200 metri (660 ft) | 35    | Annaba | [ 8 ] |